# Chadera
Chadera (hebrejsky חֲדֵרָה, arabsky الخضيرة,v oficiálním přepisu do angličtiny Hadera) je město v Izraeli, v Haifském distriktu.

## Geografie
Leží v nadmořské výšce 25 metrů, cca 40 kilometrů jižně od Haify a cca 42 kilometrů severoseverovýchodně od centra Tel Avivu, v Izraelské pobřežní planině. Chadera je součástí hustě zalidněného sídelního pásu, který volně navazuje na metropolitní oblast Tel Avivu (Guš Dan). V Izraeli bývá používáno pro tento pás označení "od Chadery do Gedery". Ze severovýchodu obchází město vodní tok Nachal Chadera, který severně od města míjí pahorek Tel Zomira.
V bezprostředním okolí města se rozkládají ale i zbytky intenzivně obhospodařované zemědělské krajiny a na jihozápadním okraji dokonce Národní park Park ha-Šaron s velkým lesem Ja'ar Chadera. Osídlení v tomto regionu je v naprosté většině židovské. Chadera je na dopravní síť napojena pomocí severojižního tahu Dálnice číslo 4, se kterou paralelně vede Dálnice číslo 2. Východozápadní dopravu na sebe strhává Dálnice číslo 65. Obcí prochází pobřežní železniční trať. Nachází se tu železniční stanice Chadera ma'arav. Trať se tu dříve větvila i do tratě k východu (takzvaná východní železniční trať). Na ní stojící železniční stanice Chadera mizrach byla ale spolu s tratí zrušena.

## Založení Chadery

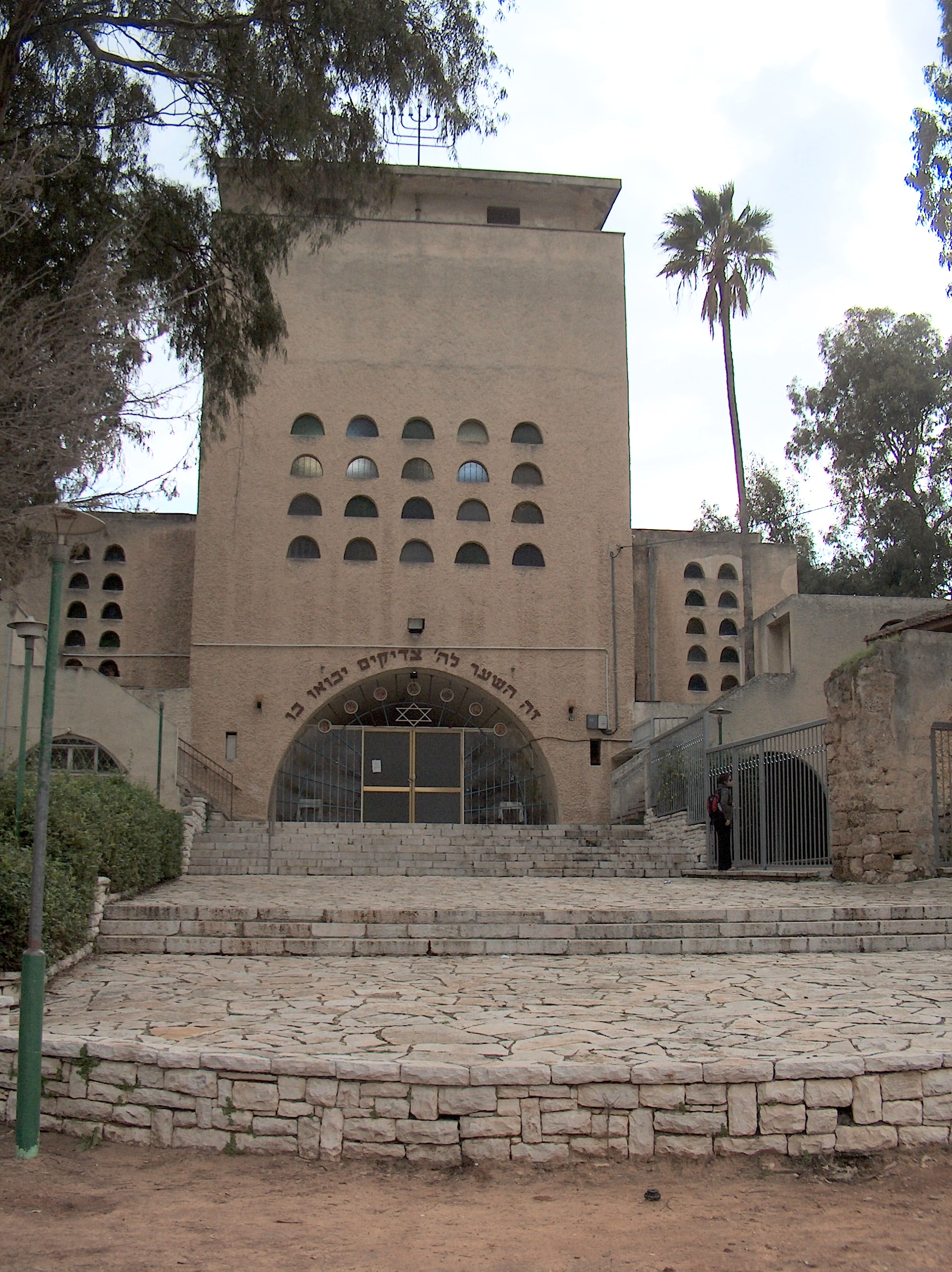
Hlavní synagoga v Chadeře

Chadera byla založena roku 1890, respektive v období po tomto roce. V té době šlo o řídce osídlenou oblast charakterizovanou písečnými dunami a močály. Žila tu nevelká populace arabských pastevců - Beduínů. Východně od nynější Chadery se v 19. století usadili muslimští přistěhovalci z tehdejšího carského Ruska - Čerkesové, kteří tu založili vesnici Khirbat al-Sarkas. Severozápadně od nynějšího města pak stála menší arabská vesnice Arab al-Fuqara.
Koncem 19. století o tuto oblast projevili zájem první židovští osadníci. V roce 1890 uzavřel Jehošua Chankin dohodu s místním arabským statkářem, který mu prodal 30 000 dunamů (30 kilometrů čtverečních) zdejší půdy. Tuto půdu pak od něj odkoupila skupina aktivistů z organizace Chovevej Cijon. V únoru 1891 se na místě usadili první židovští strážci nově nabytých pozemků. Prvních 10 let existence Chadery ale provázely značné obtíže, zejména kvůli výskytu malárie ze zdejších močálů, na kterou zemřeli mnozí osadníci. Ti se proto zpočátku zaměřili na odvodnění močálů. Osadníci zároveň roku 1898 přesunuli svá obydlí do zdravější lokality, blíže písčitým plážím u Středozemního moře, do prostoru nynější čtvrti Giv'at Olga. Malárie ale pokračovala. Další metodou, jak ji zastavit, bylo sázení eukalyptů. S těmito pracemi asistoval obyvatelům baron Edmond James de Rothschild. Na rozdíl od mnoha jiných zemědělských vesnic v tehdejší Palestině ale tato osada nepřešla do jeho přímé správy. V rámci melioračních prací byl tehdy poblíž Chadery vysázen les - první novověký les vysázený židy. Ataky malárie ale i v následujících letech pokračovaly. Baron Rotschild také asistoval osadníkům při výstavbě prvních domů. Tehdejší turecké úřady omezovaly stavební povolení pro židovské přistěhovalce a baron tak v roce 1896 osobně intervenoval u turecké správy v Akku. Došlo pak k výstavbě prvních 35 domů. V roce 1903 věnoval majitel zdejšího zemědělského pozemku o ploše 300 dunamů (0,3 kilometrů čtverečního) tuto parcelu jako úplně první pozemkový vklad Židovskému národnímu fondu.
Osada se od počátku budovala podle velkorysého plánu, s ulicemi o šířce až 30 metrů a s rozptýlenou zástavbou na větších parcelách. Ekonomicky byla Chadera organizována jako soukromě hospodařící zemědělská vesnice typu mošava. Prvními zde pěstovanými plodinami byly olivy, mandle a vinná réva. Jako satelitní zemědělský statek vznikl Gan Šmu'el, který se později vyvinul v samostatnou vesnici. Podobně se později samostatné osídlení vytvořilo v prostoru nynější vesnice Chefciba.

## Chadera v 1. polovině 20. století

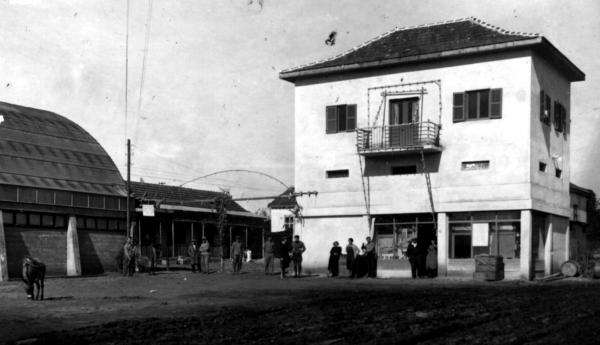
Zástavba ve centru Chadery v roce 1936

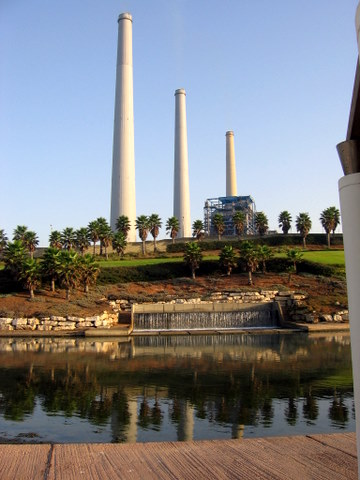
Elektrárna Orot Rabin

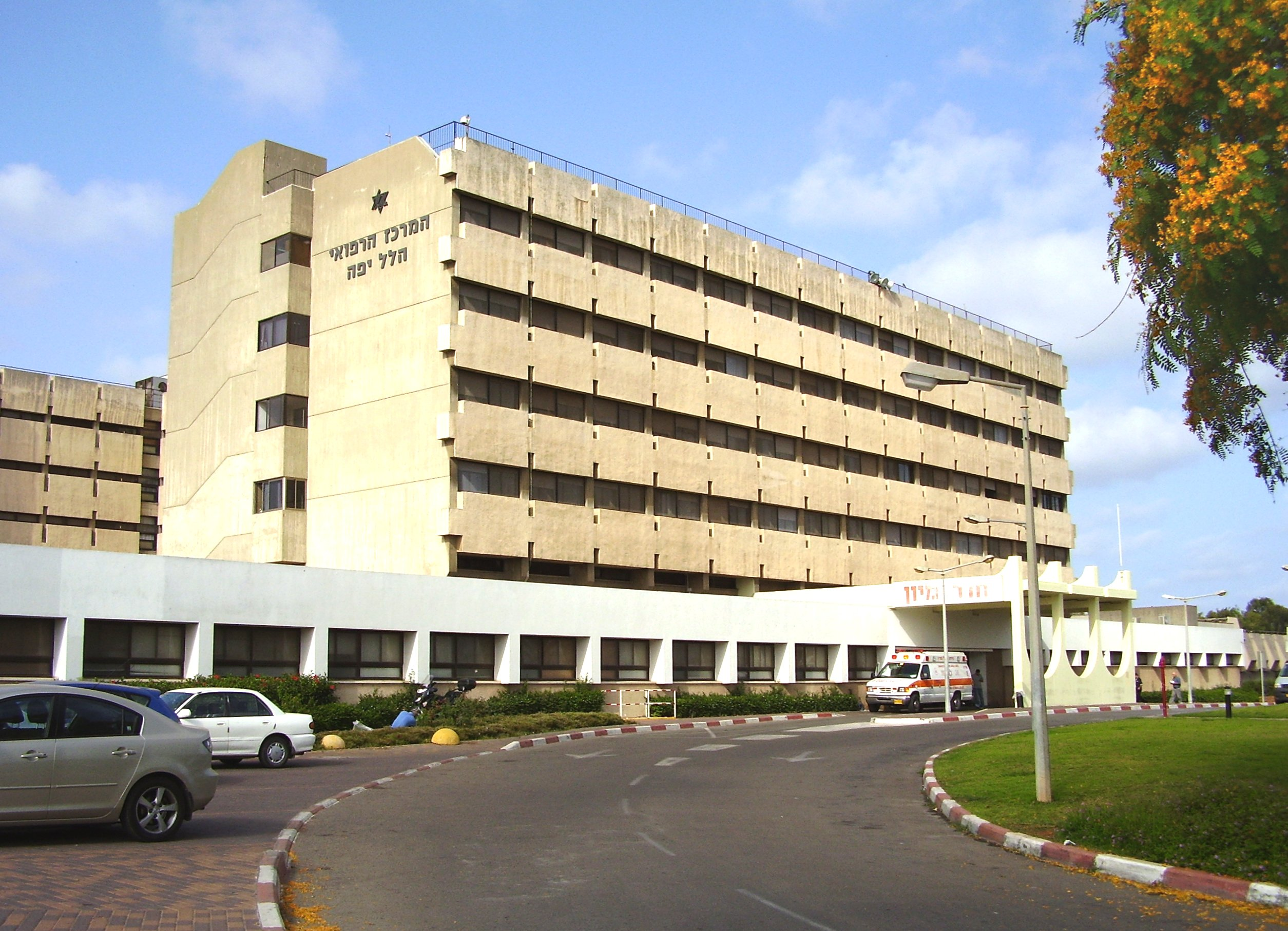
Nemocnice Hilel Jafe ve městě Chadera

Během Druhé alijy se Chadera stala centrem, kam mířili přistěhovalci a kde procházeli zemědělským výcvikem. Charakter obce tak zůstával navzdory nárůstu obyvatelstva dlouho převážně agrární. Právě v Chadeře se zformovala skupina, která pak založila první kibuc Deganija Alef. V této době vesnice opakovaně čelila útokům okolních Arabů, proti kterým se zde zformovaly dobrovolnické polovojenské oddíly ha-Šomer. První takový útok se odehrál v září 1900, kdy bylo napadeno zdejší stádo ovcí. Pořádek museli obnovit židovští dobrovolníci ze Zichron Ja'akov a turecké vojsko. Při dalším útoku provedl ha-Šomer protiútok, označovaný za první odvetnou židovskou akci v novověkých dějinách Palestiny. Později ale ha-Šomer po neshodách s místními rolníky Chaderu opouští.
V roce 1913 do Chadery dorazila skupina jemenitských židů, kteří zde založili novou čtvrť Nachliel'. Rozvoj obce se zrychlil během Britského mandátu. Roku 1928 vznikla vesnice Kfar Brandeis, nyní součást Chadery. Roku 1934 přibyla nyní rovněž pouhá čtvrť města nazvaná Neve Chajim. Vznikaly i další obytné okrsky, například Giv'at Olga poblíž moře nebo Bejt Eliezer východně od centra města a zemědělský charakter obce začal ustupovat. I v tomto období ale pokračovaly občasné střety s místními Araby. Během arabských nepokojů v roce 1921 byla Chadera napadnuta a částečně zpustošena. Další spor se odehrál v roce 1929. Šlo o sporné vlastnictví zdejší půdy. V roce 1930 byl vyřešen soudně v neprospěch arabských pastevců.
Další útoky přineslo arabské povstání v roce 1936, kdy tu v červenci onoho roku byli zabiti dva místní obyvatelé a došlo k vyplenění sadů i stád dobytka. V roce 1937 byli naopak židy zabiti čtyři Arabové.
V roce 1937 byla dokončena nová silnice spojující Tel Aviv a Haifu, vedoucí přes Chaderu. Dosud spojení mezi těmito dvěma městy vedlo vnitrozemím Samařska. Význam Chadery jako dopravního uzlu tak vzrostl. Tato strategická poloha byla pak využita během první arabsko-izraelské války, kdy se tato část pobřežní planiny stala jedním z hlavních opěrných bodů židovských sil. Koncem roku 1947 tu ale probíhaly četné útoky Arabů, při kterých byl zabit jeden místní obyvatel. Další byl zabit v březnu 1948. Od počátku války v květnu 1948 ale oblast okolo Chadery zůstávala trvale pod kontrolou izraelské armády. Během války byli vysídleni téměř všichni arabští obyvatelé okolního regionu.

## Chadera po roce 1948
K roku 1949 měla Chadera plochu 42 950 dunamů (42,95 kilometrů čtverečních) - jedno z největších správních území obce v Izraeli. Roku 1952 získala Chadera status města. V srpnu 1981 byla dokončena nová elektrárna v Chadeře. Její 300 metrů vysoké komíny jsou dominantou celé pobřežní nížiny. Elektrárna, která spaluje uhlí, byla opakovaně terčem kritiky pro poškozování ovzduší. V roce 1991 ale bylo po tříletém měření oznámeno, že emise jsou v normě. Podnik nazývaný oficiálně elektrárna Orot Rabin má výkon 2800 megawattů a jeho součástí je i umělý přístav pro zajíždění zásobovacích lodí. V roce 1953 získala Chadera nové železniční spojení s Tel Avivem prostřednictvím nové trati vedené blíže k pobřeží, která nahradila starší trať, narušenou během války v roce 1948.
Funguje zde velká Nemocnice Hilel Jafe.

## Bezpečnostní situace
Chadera se pro svou blízkost palestinským územím Západního břehu Jordánu stala opakovaným terčem teroristických útoků. V lednu 1953 do města pronikli arabští útočníci a napadli zdejší dům (simultánně téhož dne zaútočili i na město Lod). Násilí vrcholilo během první i druhé intifády. V dubnu 1994 zde při výbuchu autobusu zemřelo šest lidí a dalších dvacet osm bylo zraněno. K útoku se přihlásil Hamás, podle něhož šlo o pomstu za masakr v Jeskyni patriarchů. Útok na ulici v centru města v listopadu 2000 usmrtil dva osoby a 60 jich zranil. Čtyři lidi si vyžádal útok z října 2001, k němuž se přihlásil Palestinský islámský džihád. V lednu 2002 vtrhli útočníci na slavnost během obřadu Bar micva a zabili šest lidí. Akci provedly Brigády mučedníků Al-Aksá. Pět obětí měl útok z října 2005 vedený na tržiště v centru města Islámským džihádem. Počátkem 21. století byla ale Chadera oddělena od palestinských území bezpečnostní bariérou. Během druhé libanonské války bylo ovšem město zasaženo dálkovou raketou vystřelenou hnutím Hizballáh z Libanonu.

## Demografie
Chadera je město s převážně sekulární populací. Podle údajů z roku 2009 tvořili naprostou většinu obyvatel Židé - přibližně 74 400 osob (včetně statistické kategorie „ostatní“, která zahrnuje nearabské obyvatele židovského původu, ale bez formální příslušnosti k židovskému náboženství, přibližně 79 300 osob).
Jde o větší sídlo městského typu s trvalým růstem. K 31. prosinci 2017 zde žilo 94 000 lidí. Město prožilo skokový nárůst po roce 1990. Počátkem 21. století se přírůstek obyvatelstva zpomalil, po roce 2010 opětovně akceleroval.
| Rok  | Obyvatelé |
| ---- | --------- |
| 1948 | 11 811    |
| 1949 | 12 000    |
| 1950 | 15 000    |
| 1951 | 19 000    |
| 1952 | 21 000    |
| 1953 | 22 500    |
| 1954 | 22 200    |
| 1955 | 22 500    |
| 1956 | 23 000    |
| 1957 | 23 800    |
| 1958 | 24 000    |
| 1959 | 24 800    |

| Rok  | Obyvatelé |
| ---- | --------- |
| 1960 | 25 500    |
| 1961 | 26 000    |
| 1962 | 27 200    |
| 1963 | 28 000    |
| 1964 | 28 900    |
| 1965 | 29 500    |
| 1966 | 29 700    |
| 1967 | 30 000    |
| 1968 | 30 100    |
| 1969 | 30 500    |
| 1970 | 30 700    |
| 1971 | 31 500    |

| Rok  | Obyvatelé |
| ---- | --------- |
| 1972 | 31 900    |
| 1973 | 34 100    |
| 1974 | 35 100    |
| 1975 | 35 700    |
| 1976 | 36 100    |
| 1977 | 36 400    |
| 1978 | 37 200    |
| 1979 | 37 800    |
| 1980 | 38 700    |
| 1981 | 39 000    |
| 1982 | 39 400    |
| 1983 | 38 700    |

| Rok  | Obyvatelé |
| ---- | --------- |
| 1984 | 40 000    |
| 1985 | 40 300    |
| 1986 | 40 900    |
| 1987 | 41 200    |
| 1988 | 41 600    |
| 1989 | 42 200    |
| 1990 | 45 600    |
| 1991 | 48 400    |
| 1992 | 50 700    |
| 1993 | 56 100    |
| 1994 | 60 200    |
| 1995 | 61 649    |

| Rok  | Obyvatelé |
| ---- | --------- |
| 1996 | 63 720    |
| 1997 | 66 060    |
| 1998 | 68 221    |
| 1999 | 70 200    |
| 2000 | 71 842    |
| 2001 | 73 097    |
| 2002 | 74 000    |
| 2003 | 74 900    |
| 2004 | 75 300    |
| 2005 | 75 700    |
| 2006 | 76 300    |
| 2007 | 77 100    |

| Rok  | Obyvatelé |
| ---- | --------- |
| 2008 | 79 400    |
| 2009 | 80 200    |
| 2010 | 81 500    |
| 2011 | 82 500    |
| 2012 | 84 100    |
| 2013 | 85 400    |
| 2014 | 86 800    |
| 2015 | 88 800    |
| 2016 | 91 700    |
| 2017 | 94 000    |
| 2018 | 95 700    |
| 2021 | 100 630   |

## Partnerská města
- Derbent, Rusko